# Samuel Samuel

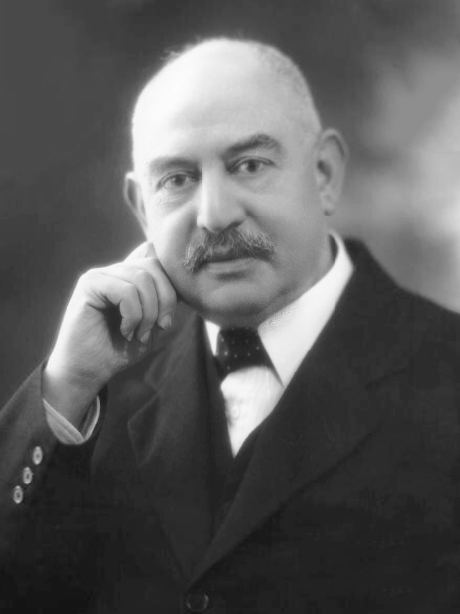
Samuel Samuel (1922)

Samuel Samuel (* 7. April 1855 in London; † 23. Oktober 1934) war ein britischer Politiker und Geschäftsmann.
Samuel war ein Sohn von Marcus Samuel und Bruder von Marcus Samuel, 1. Viscount Bearsted. Die Familie gehörte den Bagdadi-Sephardim an und ließ sich im East End von London nieder.
Er gründete die Samuel Samuel & Co in Yokohama, Japan, und mit seinem Bruder die Shell Transport und Trading Company. Über diese Handelsgesellschaften leitete er die Industrialisierung in Japan mit ein, die dort zu einem nachhaltigen Treibstoffbedarf führte.
Bei den Wahlen zum Unterhaus im Jahre 1906 sowie im Januar und Dezember 1910 trat er erfolglos für die Konservativen an. Nachdem Sir Henry Kimber, 1. Baronet als Abgeordneter für Wandsworth zurückgetreten war, wurde Samuel bei der Nachwahl im Juni 1913 gewählt. Bei den allgemeinen Wahlen 1918 wurde der Wahlkreis geteilt, er war dann bis zu seinem Tod im Oktober 1934 Abgeordneter für Wandsworth Putney.